# NGC 1978
NGC 1978 est un amas ouvert situé dans la constellation de la Dorade. Cet amas est situé dans le Grand Nuage de Magellan. Il a été découvert par l'astronome écossais James Dunlop en 1826. 

À ce jour, neuf mesures non basées sur le décalage vers le rouge (redshift) donnent une distance de 0,049 ± 0,001 Mpc (∼160 000 al).